# Gösta Liedberg
Gösta Liedberg (Härlunda, 1926. április 10. – Lidköping, 2006. május 5.) svéd nemzetközi labdarúgó-játékvezető.

## Pályafutása

### Nemzetközi játékvezetés
A Svéd labdarúgó-szövetség Játékvezető Bizottsága (JB) 1956-ban terjesztette fel nemzetközi játékvezetőnek, a Nemzetközi Labdarúgó-szövetség (FIFA) bíróinak keretébe. Több nemzetek közötti válogatott- és klubmérkőzést vezetett vagy partbíróként tevékenykedett. A svéd nemzetközi játékvezetők rangsorában, a világbajnokság-Európa-bajnokság sorrendjében többedmagával a 12. helyet foglalja el 4 találkozó szolgálatával. Az aktív nemzetközi játékvezetéstől 1970-ben búcsúzott.

#### Világbajnokság
Három világtornához vezető úton Svédországhoz a VI., az 1958-as labdarúgó-világbajnokságra, illetve Chilehez a VII., az 1962-es labdarúgó-világbajnokságra, valamint Mexikóhoz a IX., az 1970-es labdarúgó-világbajnokságra kapott játékvezetői felkérést a FIFA JB részéről.
| Időpont           | Helyszín                      | Mérkőzés típusa           | Mérkőzés            | Eredmény | Nézők száma |
| ----------------- | ----------------------------- | ------------------------- | ------------------- | -------- | ----------- |
| 1957. május 22.   | Ullevaal Stadion, Oslo        | előselejtező (3. csoport) | Norvégia–Bulgária   | 1 : 2    | 27 542      |
| 1961. május 10.   | Olimpiai Stadion, Berlin      | előselejtező (3. csoport) | NSZK–Észak-Írország | 2 : 1    | 94 000      |
| 1968. november 6. | Hampden Park Stadion, Glasgow | előselejtező (7. csoport) | Skócia–Ausztria     | 2 : 1    | 80 856      |

#### Európa-bajnokság
Az európai torná előcsatározásainak útján Belgiumhoz a IV., az 1972-es labdarúgó-Európa-bajnokságra az UEFA JB bíróként alkalmazta.
| Időpont            | Helyszín                      | Mérkőzés típusa           | Mérkőzés      | Eredmény | Nézők száma |
| ------------------ | ----------------------------- | ------------------------- | ------------- | -------- | ----------- |
| 1970. november 11. | Rudolf-Harbig Stadion, Drezda | előselejtező (7. csoport) | NDK–Hollandia | 1 : 0    | 30 089      |